# Íránská ropná burza
Íránská ropná burza (Iranian Oil Bourse, též International Oil Bourse (IOB), Iran Petroleum Exchange, Oil Bourse of Kish,) je komoditní burza pro ropu, zemní plyn a jiné petrochemické produkty a jejich deriváty. Po několika stanovených termínech otevření a jejich vypršení burza otevřela 17. února 2008.
Na burze se obchoduje ve vícero měnách (z pochopitelných důvodů je preferován místní riál, dále euro, čínský jüan, jen, potenciálně i ruský rubl), záměrně však ne v amerických dolarech. Organizace zajišťující potřebný kapitál, jsou Národní íránská ropná společnost (National Iranian Oil Company), Národní petrochemická společnost (National Petrochemical Company) a Národní íránská společnost distribuce ropných produktů a rafinace (National Iranian Oil Products Distribution and Refining Company). Cílem zakladatelů burzy je etablování mechanismu stanovování ceny pro ropný průmysl, tzv. burzovního ukazatele ropy. Ředitel burzy, Hussajn Alláhdádí, při jejím otevření uvedl, že „na transakce zahraničních akcionářů nebudou uvaleny žádné limity“ Otevření burzy bylo plánováno ve třech fázích. Íránský ministr ropného průmyslu, Gholamhussajn Nazárí, uvedl, že v první fázi bude burza obchodovat pouze s ropnými deriváty a pokud projeví známky dlouhodobé stability otevře se i obchod přímo se surovou naftou (v tomto případě označovanou jako „Caspian Crude“). Tuto fázi má již burza za sebou a od prosince 2008 na ní lze obchodovat se surovou ropou. v červenci 2011 byla dokončena i poslední fáze, která plně otevřela transakce pro export ropy sféře mezinárodnímu obchodu prostřednictvím Íránské obchodní burzy.
Geograficky je burza situovaná do Perského zálivu, ostrova Kiš v tamní Finanční budově. Ostrov Kiš je Íránem označen za volnou obchodní zónu a například od doků největšího ropného pole Ghawar je vzdálen jen cca 350 km.

## Pozadí události
Před otevřením existovaly tři burzovní ukazatele ropy – všechny v amerických dolarech: Severoamerický WTI, Brent Crude (ze Severního moře) a Dubai Crude (Spojené arabské emiráty). Dvě hlavní ropné burzy jsou NYMEX v New Yorku a IPE v Londýně. Zmiňovaná Íránská burza v současnosti představuje etablování čtvrté ropné burzy, nominálně v riálu nebo (pravděpodobněji) v euro či jiných respektivních měnách.

## Vývoj událostí
- Íránská ropná burza, o níž je první zmínka v roce 2005, plánovala otevření na 20. března 2006 (na Íránský Nový Rok – Nauroz). Podle zprávy z dubna 2005 by Teheránská burza (Tehran Stock Exchange – TSE), Wimpole Consortium a soukromé fondy pro pensionované zaměstnance ropného/petrochemického průmyslu měly společně vytvořit konsorcium pro výstavbu burzy. V souvislosti s tím se objevuje několik nezávislých analýz, rozebírajících, do jaké míry by Íránská ropná burza mohla ohrozit postavení dolaru. Investigativní analysté v nich mluví o „ohrožení národních zájmů USA“, popř. přirovnávají otevření íránské burzy bez přítomnosti dolaru k události „horší než íránský jaderný útok“.[17] Iran Daily doslova uvedl, že „O nahrazení dolaru v platbě za ropu se k nynějšku diskutovalo již přes 30 let. … Nicméně, tyto staré návrhy zůstávají coby zbraň v rukou Arabů.“[9]
- V lednu 2006 zmiňuje Chris Cook z konsorcia Wimpole zpoždění způsobené volbami prezidenta Mahmúda Ahmadínedžáda a následnými obtížemi při jmenování ministra ropného průmyslu, přijatelného jak pro parlament, tak pro prezidenta.
- O tři dny později, 23. března 2006, se americká Banka Federálních Rezerv náhle rozhoduje přestat zveřejňovat index M3, který je nejspolehlivějším indikátorem množství dolarů obíhajících ve světě.
- V dubnu 2006 uvedl ministr pro finance a ekonomické záležitosti Davoud Danesh-Ja'fari, že ministerstvo ropného průmyslu má dvouměsíční termín pro prezentaci stanov mezi prodejci komodit a akcionáři v rámci Íránské ropné burzy. Na nich podle Daneshe-Ja'fariho závisí, zda bude euro definitivně hlavní měnou burzy.
- Během první fáze implementace plánuje IOB přijmout finanční deriváty vztahující se k surové ropě.
- V červenci 2006 byla opatřena a vyprojektována výstavba a otevření stanoveno na září 2006.
- 15. září oznámil ministr ropného průmyslu Kazem Vaziri-Hamaneh, že všechny přípravné požadavky pro zahájení činnosti burzy byly splněny. Nicméně k zahájení činnosti nedošlo.
- V prosinci 2006 agentura Bloomberg citovala dvoje íránské noviny, podle kterých chce íránský ministr pro ekonomiku Davoud Danesh-Ja'fari chce srazit transakce založené na americkém dolaru na minimum.
- V dubnu 2007 přináší teheránská PRESS TV zprávu, že íránská ambasáda v Bagdádu oznámila přechod své hlavní měny z dolarů na eura. Obyvatelé Iráku cestující do Íránu budou za víza platit v eurech v souladu s íránskými ambasádami v jiných lokacích.
- V lednu 2008 íránský ministr financí Davoud Danesh-Jafari pověděl novinářům, že burza bude zavedena během výročí isámské revoluce (nejpozději do 11. února).[1]
- 4. února 2008, íránský kabinet schválil vytvoření burzy ve dvou fázích – první burza se surovou naftou a poté burza s ropnými produkty. Za dosažením tohoto projektu se spojí týmy z ministerstva financí a ekonomiky, ministerstva ropného průmyslu, ministerstva zahraničí a národní íránská banka do jedné skupiny pro koordinaci projektu, zatímco experti z dosavadní íránské budou provádět samotnou realizaci, která (podle jejich komuniké) bude dokončena nejpozději v únoru 2008.[18]
- Několik hodin před dobou otevření burzy se objevily případy přerušených podmořských kabelů, důležitých pro internetovou konektivitu regionu Blízkého Východu.[19][20][21]
- Listopad 2008: Podle předsedy vedení Íránské ropné burzy, Mehdího Karbasiana, zprostředkovala burza od února do listopadu 2008 transakce za různé ropné a petrochemické produkty za v přepočtu více než 1,5 miliardy dolarů.[22]

### Platba za ropu v jiné měně než dolary

Kurz EUR vůči USD (1999–2008)

- V roce 1999, bylo od 1. ledna zavedeno ve vybraných evropských zemích euro, poprvé o porušení dohody obchodování s ropou v amerických dolarech promluvil Írán. Krátce poté, co byl tento stát zařazen americkým prezidentem mezi země „osy zla“, snížil své dolarové rezervy o 20 procent.[23]
- Venezuelský prezident Hugo Chávez v roce 2000 pořádá konferenci o budoucnosti fosilních paliv a obnovitelných energetických zdrojů, kde nastiňuje možnost platit jinou měnou než v dolarech.
- První[24] krok k obchodování s ropou v eurech učinil tehdejší irácký prezident Saddám Husajn 6. listopadu 2000 – den před americkými prezidentskými volbami. OSN na to nijak nezaregovala.[25] Úvodní propad nově zavedeného eura vůči dolaru se krátce poté zastavuje.
- Podle výpovědí některých zainteresovaných osob (generála Wesleyho Clarka, správce státní pokladny Paula O'Neila, …), připravuje nastávající americký prezident, George W. Bush, ve spolupráci s PNAC a v součinnosti s Pentagonem vojenskou operaci s cílem zaútočit na Irák. Přípravy začaly prvním národně-bezpečnostním koncilem, který se odehrál 10. ledna 2001. Detaily O'Neil později zveřejnil ve své knize.
- V průběhu let 2001–2003 obchodní deficit USA pokračuje ve svém růstu a dolar oslabuje vzhledem k euru a to znepokojuje vývozce. Na euro přechází i Severní Korea.[26]
- 30. března 2003 Indonésie vyslovuje myšlenku, že uvažuje o obchodování s ropou v eurech.[27]
- Po invazi do Iráku a zajištění irácké ropy Američany je 5. června 2003 oznámeno, že Irák bude obchodovat v dolarech.[28][29]
- O 11 dnů později vyslovil premiér Malajsie, Dr Mahathir, podporu energetickému průmyslu své země k tomu, aby začala obchodovat v euro.[30]
- V létě 2003 Írán za ropu do Evropy požaduje Euro[31] a komisařka pro energetiku a dopravu Evropské unie, Loyola de Palacio, prohlásila, že si dokáže představit, že euro nakonec nahradí dolar jakožto hlavní měnu v obchodování s ropou.[32]
- Írán během roku 2003 pokračuje v přípravě na změně obchodování z dolaru na euro: vydává dluhopisy v euro a angažuje se ve zvýšené míře v obchodech s Evropskou unií.
- Po uzavření některých zakázek expanduje íránská ropa na trhy především v jižní a západní části Evropy.
- Írán se postupně zbavuje 80% svých zahraničních rezerv v dolarech, které mění na euro.
- Írán jedná s některými státy Asijské unie o lepších podmínkách obchodu s jeho ropou a přesvědčuje je, aby za ni platily v euro.[33]
- 2004–2006 pokračuje pokles dolaru vůči euro.
- Ke konci května 2005 Čína uvažuje o diverzifikaci zahraničních rezervních měn.[34]
- V červenci 2005 zveřejnil Federal Reserve Board of San Francisco své obavy z potenciálního trendu diverzifikace rezervních měn zahraničních centrálních bank.[35]
- V roce 2005 se k poklesu dolaru vyjadřuje držitel Nobelovy ceny za ekonomii Dr. Paul A. Samuelson: „Výše platebních deficitů Spojených států je tak silná a nezvratná, že musíme připustit, že někdy v budoucnu vzniknou tendence proti dolaru. Pravděpodobně takový druh nepokojných tendencí a vášní, které předznamenávají celosvětovou finanční krizi.“[36]
- V prosinci 2005 chce s ropou v euro obchodovat Norsko.[37]
- V únoru 2006 přešla na euro Sýrie pro státní instituce a rezervní měnu.[38], v listopadu téhož roku úplně[39]
- V červnu 2006 zredukovalo polovinu svých dolarových rezerv Rusko.[40]
- V prosinci 2006 Írán obchoduje s ropou výhradně v euro.[41]
- V dubnu 2007 informovaly noviny The Scotsman, že Čínou spravovaný státní podnik Zhuhai Zhenrong Corporation – největší odběratel íránské surové ropy na světě – začal od konce roku 2006 platit za svou ropu v eurech. Současně Čína začíná uvažovat o redukci svých dolarových rezerv, kterých vlastní okolo jednoho bilionu.[42][43][44]
- V červenci 2007 Írán žádá Japonsko, aby své platby provádělo v jenech.
- V polovině září 2007 přestala dolary za ropu přijímat Venezuela.[45][46]
- Od listopadu 2000 do konce září 2007 zpevnilo euro vůči dolaru o 72,5 % – z 0,8252 na 1,4232 USD za 1 €. Americký dolar se od 28. září 2007 dostal pod úroveň kanadského dolaru (poprvé od roku 1976).
- O opuštění dolaru coby jediné petroměny začal poprvé uvažovat OPEC na přelomu září/října 2007.[47]
- V říjnu 2007 Írán obchodoval v dolarech jen z 15 %. Ze zbylých 85 procent zaujímá 65 euro a 20 japonský jen.[48]
- V listopadu 2007 Írán nepřijímá platby za svá fosilní paliva v amerických dolarech, ale preferuje japonský jen, popř. euro. Zájem obchodovat v euro hlásí též Norsko a Francie.[49][50]
- V prosinci 2007 Írán přestává oficiálně přijímat americký dolar jako měnu pro nákup jeho ropy.[7]
- Několik hodin po otevření burzy Čínský jüan zaznamenal rekord vůči dolaru.[51]
- Z téměř sta před listopadem 2000 do února 2008 spadl podíl amerického dolaru coby měny, za kterou se ropa a zemní plyn obchodují, na 68 procent.[52]
- Na začátku března 2008 Írán dokončuje smlouvu s Čínským CNOOC (China National Offshore Oil Corp) o vybudování těžebního ložiska na severu země.[53]
- V polovině března přistoupila na diverzifikaci rezervních měn (jmenovitě: amerického dolaru) Venezuela.[54]
- 30. dubna 2008 Írán kompletně přestal přijímat americké dolary za obchodování s íránskou ropou. Neexistují ani bezprostřední transakce mezi Íránem a americkými bankami.[55]
- 5. září 2008 snížila ruská centrální banka (Центральный банк Российской Федерации) investice do cenných papírů USA, a místo dosavadního nákupu amerických dolarů, jejichž zásob se začala zbavovat, přešla na euro.[56]
- 26. září 2008 – banky Čínské lidové republiky omezují směnné operace na mezibankovním trhu s finančními společnostmi ze Spojených států a též z některých evropských států.[57]
- Na začátku října 2009 zveřejnil list The Independent informace o tom, že „ropné státy Perského zálivu, Čína, Rusko, Francie a Brazílie vedou tajná jednání o nahrazení dolaru coby měny používané při obchodování s ropou.“[58]
- V červenci 2010, v souladu s třetí fází otevření IOB a diplomaticko-politickou situací vztahů mezi Íránem a Evropskou unií, vyjádřili íránští představitelé myšlenku obchodovat ropu v mezinárodním obchodu nikoli v eurech ale dirhamech (měny Spojených arabských emirátů).[59]
- Od 15. prosince 2010 umožnila ruská burza MICEX obchodování s měnovým párem rubl/jüan.[60]
- 23. ledna 2012 se Írán a Indie dohodli, že Indie bude za íránskou ropu platit ve zlatě.[61] Má jít o první dohodu s použitím těchto dvou komodit.[62]

## Souvislost s americkým dolarem

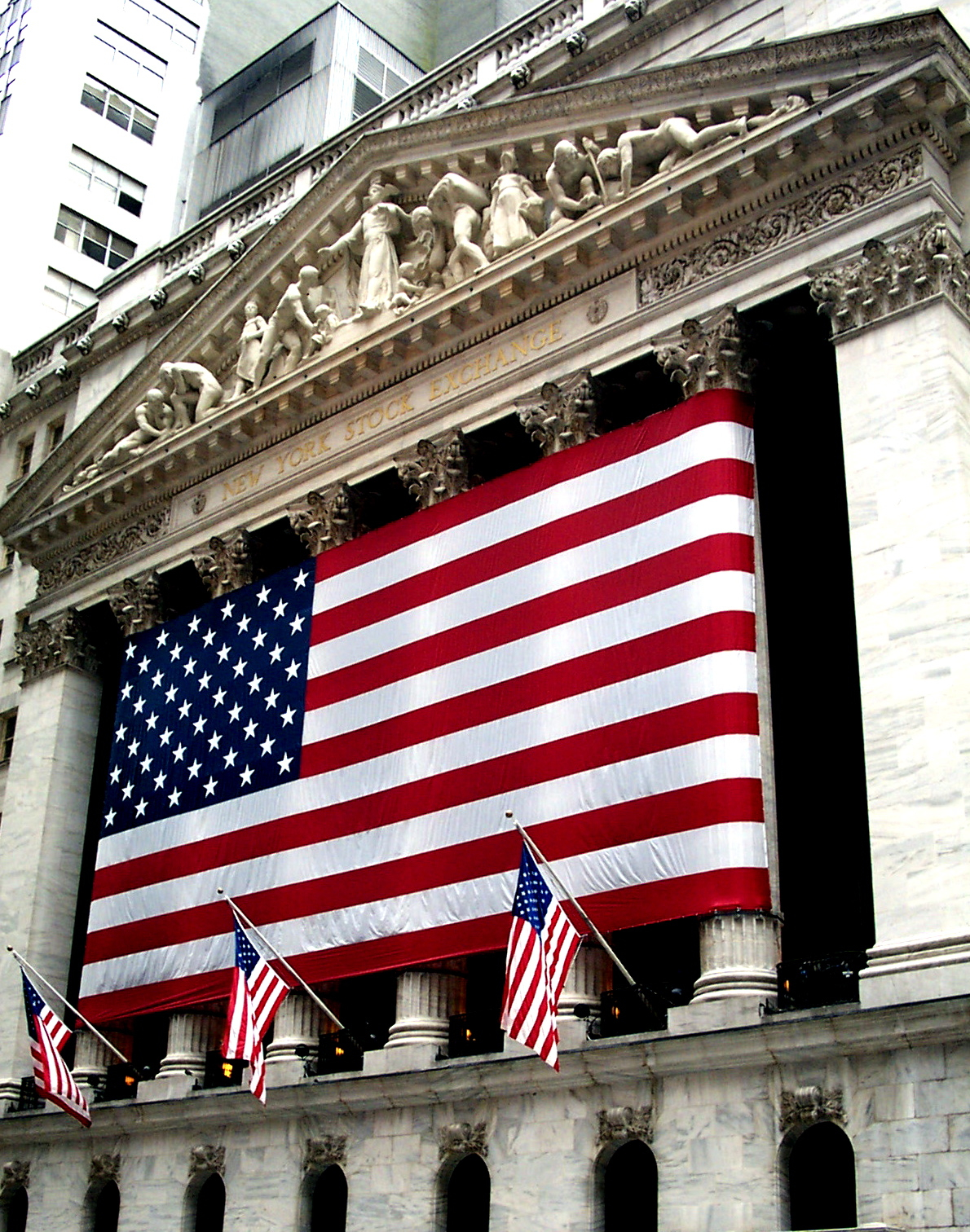
IOB by pro západní burzy s fosilními palivy mohla být vážnou konkurencí.

Podle smlouvy mezi USA a Saúdskou Arábií, datované z počátku 70. let obchoduje OPEC s ropou pouze v amerických dolarech, tzv. petrodolarech. Od té doby však ve vztahu k této měně došlo k mnohým změnám vedoucím k nepoměru fiskální a skutečné hodnoty, kterou dolar ve světě představuje, rozsáhlým americkým investicím, spláceným s rozložením do mnoha let a celkového zadlužení samotných Spojených států. Vyloučení ostatních měn v obchodu s ropou tak představuje atraktivní nástroj Spojených států, jak tento trend brzdit. Poroste-li do budoucna poptávka po stále se snižujících stavech ropy a zemního plynu a mají-li USA vliv na určování kurzu ceny ropy v dolarech a budou-li jej udržovat stabilní, pak spolu s cenou ropy bude zpevňovat i americký dolar. Vstup eura jako měny do obchodu s fosilními palivy (s potenciálem americkou měnu postupně vytlačit jako dominantní měnu za ropu) však je schopný tento plán zcela zhatit.
Další výrazný problém tkví v nevyrovnaném saldu zahraničního obchodu Spojených států (ten ročně činí 700 mld dolarů). Po opuštění Brettonwoodského měnového systému (který používal zlatý standard) v roce 1971 a využívaje hegemonie amerického dolaru coby jediné měny pro nákup fosilních paliv, kterou ostatní státy potřebovaly k jejich nákupu, Spojené státy za třicet let fungování principu petrodolaru adoptovaly semimonetární obchod, kdy dané zemi tyto dolary vytiskly výměnou za její zboží. Kromě toho, že tento barter byl pro Spojené státy velmi výhodný, zahraniční obchod USA tak mohl být orientovaný výrazně na dovoz na úkor vývozu, s čímž klesla i potřeba vyrábět zboží pro export. Prosazení eura, yüanu či jiné petroměny by pro Spojené státy znamenalo náhlou a poměrně nutnou potřebu vyrovnání zahraničně-obchodního salda. Změnu takového rozsahu však v tomto největším ekonomickém celku světa nelze provést ze dne na den – naopak, může trvat i dekádu či dvě, čímž se Spojené státy ocitají před potenciálním dosti vážným problémem.
Íránští představitelé po měsíce tvrdili, že polovina zákazníků OPECu změnila platbu z dolaru, jelikož se Teherán pídí po diverzifikaci svých rezerv, ale zprávy o změně Zhenrongu je prvním vnějším potvrzením těchto tvrzení. Japonsko též předeslalo, že bude ochotno změnit měnu z dolaru na japonský jen. Íránský ústřední bankéř oznámil, že Írán srazil svůj holding amerického dolaru jakožto odvetu na nepřívětivost Spojených států.

## Možná souvislost s protiíránskou kampaní a vojenskou operací USA
Snaha Íránu otevřít na svém území burzu fosilních paliv s vyloučením amerického dolaru je Spojenými státy chápána jako vážná ekonomická invektiva s potenciálem devalvovat americký dolar (a vše, co je v něm vyjadřováno a obchodováno). Americký dolar je dominantní rezervní měna – většina států vlastní tzv. dolarové rezervy (nejvíce Čína – téměř 1 bilion USD) a na ohrožení stability a kredibility amerického dolaru mohou reagovat tím, že se svých rezerv budou zbavovat, což může ve zpětné vazbě znehodnotit dolar a ještě více ekonomicky poškodit Spojené státy.
Tady jde o mnohem víc. V tomto případě jde o hegemonii dolaru, o to, že dolar bude sesazen z trůnu. Je to naplno probíhající finanční válka, kdy na jedné straně jsou Spojené státy a proti nim pak Čína a další Spojeným státům nepříliš nakloněné země.

### Dokumentární filmy
- Sky Television – Conspiracies: Iraq, Simon Reeves, (Zmíněno okrajově, ke konci filmu.)
- Iraq Conspiracy – volné pokračování od Simona Reevese, (Detailněji)